# Jasníkova studánka
Jasníkova studánka (také pomník Adolfa Jasníka) se nachází v Motýlím údolí na katastrálním území Kopřivnice v okrese Nový Jičín. Jasníková studánka je kulturní památkou ČR a nachází se na Lašské naučné stezce.

## Historie
Dne 10. června 1934 byl Klubem československých turistů odhalen památník věnovaný památce kopřivnického básníka Adolfa Jasníka (vlastním jménem Adolf Míček). Památník se nachází v Motýlím údolí u pramene bezejmenného pravostranného přítoku říčky Kopřivničky v nadmořské výšce 415 m. Studánka je součástí souborů památníků, které Klub československých turistů stavěl v třicátých letech 20. století v Motýlím údolí.

## Popis
Pomník tvoří přírodní balvan s bronzovou deskou na níž je verš z Balady o vrabečkovi z básníkovy sbírky Slyšte teď zpívá ptačí klec (Kopřivnice, 1924). Před pomníkem je studánka s pískovcovou obrubní. Studánka je pramenným vývěrem v místě, kde se stýkají nepropustné slínovce a jílovce s propustnými pískovci a slepenci.

### Nápisy
JASNÍKOVA STUDÁNKA
JE ŽIVOT KRÁSNÝM, ŽÍT JEJ, STOJÍ ZA TO.
KDOŽ KLNE MU, BUĎ ŽEZLO JEHO VZATO